# Paul Fauconnet
Paul Fauconnet, född 1874, död 1938, var en fransk sociolog.
Fauconnet tillhörde Durkheims skola och ägnade sig med utgångspunkt i dennes arbete med särskilt intresse åt straffrättens psykologi och sociologi. Fauconnets främsta arbete är La responsabilité. Étude de sociologie (1920), en mästerlig analys av ansvarighetsidéns socialpsykologiska grundvalar.